# Kyrylo Stetsenko
Kyrylo Stetsenko ou Kyrylo Grygorovytch Stetsenko est un compositeur, chef de chœur et archiprêtre ukrainien né le 12 mai 1882 (24 mai dans le calendrier grégorien) à Kvitki et mort le 29 avril 1922 (12 mai dans le calendrier grégorien) à Vepryk.
Nombre de ses œuvres furent composées pendant son séjour à l'Université nationale Académie Mohyla de Kiev.
Il fut le directeur de la section musique du ministère de l'éducation pendant la République populaire ukrainienne ; fondateur de Chapelle Ukrainienne Républicaine de l'UNR. Pratiquant le chant choral, il dirigeait plusieurs chœurs et notamment le Doumka.

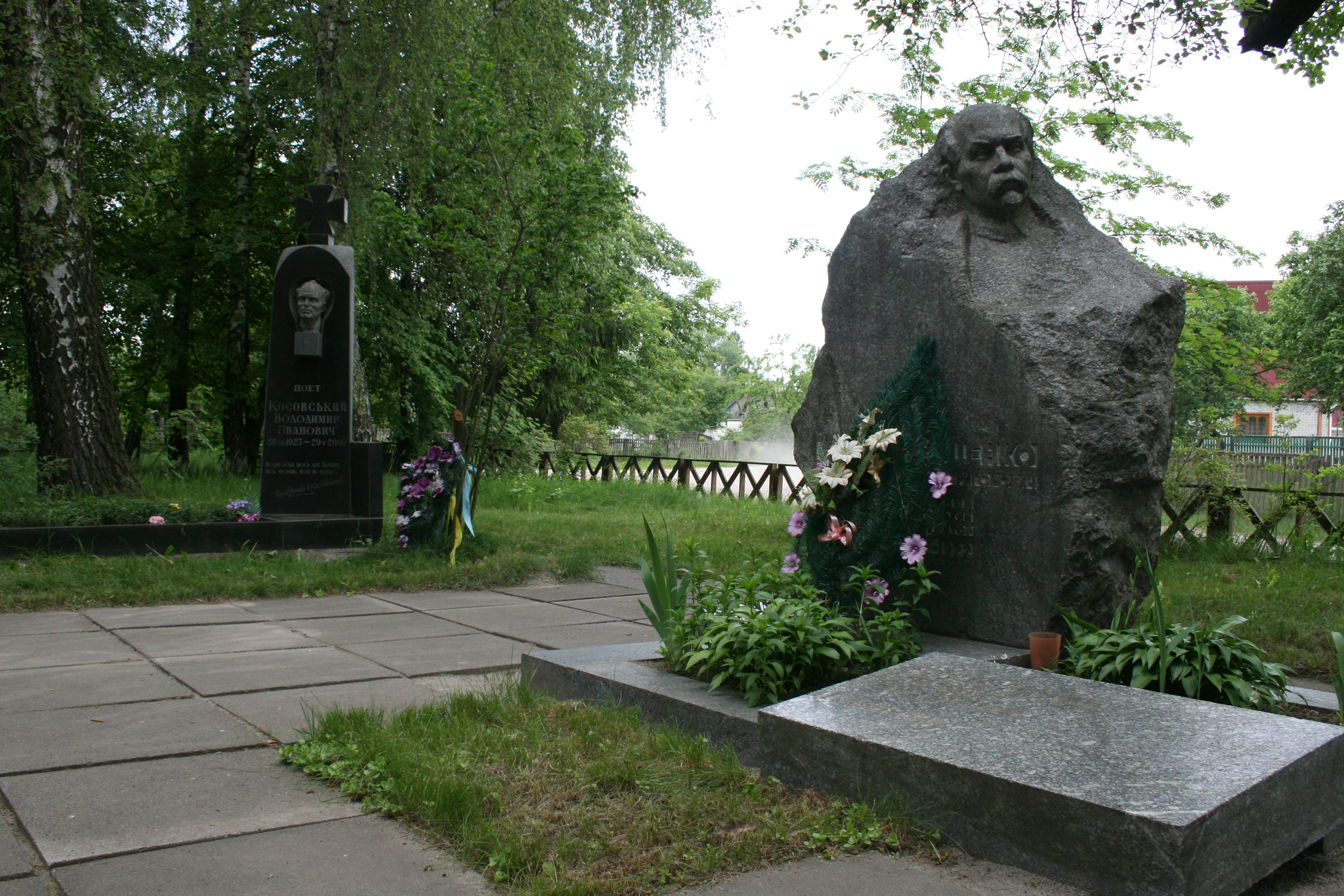
Tombes de Kyrylo Stetsenko et Volodymyr Kossovskyi poète et créateur du musée Stenstenko à Vepryk classés,.